# José Gómez del Moral
José Gómez del Moral (Cabra; 4 de diciembre de 1931-Sogamoso; 7 de agosto de 2021) fue un ciclista español, profesional entre 1955 y 1963. Su hermano Antonio también fue ciclista profesional.

## Palmarés
1955
- Vuelta a Andalucía, más 1 etapa
- Volta a Cataluña

1956
- 1 etapa en la Vuelta a Levante

1957
- Vuelta a Colombia, más 1 etapa

1958
- 1 etapa en la Vuelta a Andalucía

1959
- 1 etapa en la Vuelta a Andalucía

## Resultados en Grandes Vueltas y Campeonato del Mundo
| Carrera         | 1955 | 1956 | 1957 | 1958 | 1959 | 1960 | 1961 | 1962 | 1963 |
| --------------- | ---- | ---- | ---- | ---- | ---- | ---- | ---- | ---- | ---- |
| Giro de Italia  | -    | -    | -    | -    | -    | -    | -    | -    | -    |
| Tour de Francia | -    | -    | -    | -    | 47.º | Ab.  | Ab.  | -    | -    |
| Vuelta a España | 16.º | -    | 35.º | -    | Ab.  | 17.º | Ab.  | -    | 51.º |
| Mundial en Ruta | -    | -    | -    | -    | -    | -    | -    | -    | -    |